# Golfo de Santa Clara
Golfo de Santa Clara, oft El Golfo de Santa Clara, ist ein Dorf am nördlichen Rand des Golfs von Kalifornien mit etwa 4000 Einwohnern in Sonora, Mexiko. Administrativ gehört es zum Municipio San Luis Río Colorado. Zusammen mit San Felipe (Baja California) und Puerto Peñasco beherbergt das Dorf eine der drei wichtigsten Fischereigemeinschaften im nördlichen Golf von Kalifornien. Es ist über die Carretera estatal 003 de Sonora mit dem etwa 115 km weiter nördlich liegenden Verwaltungssitz San Luis Río Colorado verbunden.

## Belege
1. ↑  John R. Cudney: Upper Gulf of California and Colorado River Delta Biosphere Reserve: Response of the Small-Scale Fishermen Three Years after its Declaration. In: USDA Forest Service Proceedings. RMRS-P-5. Jahrgang, 1998, S. 287–.